# Rovina
Rovina je v matematice dvourozměrný geometrický útvar, který si lze představit jako neomezenou dokonale rovnou plochu. Algebraicky vyjádřeno, jde o množinu bodů izomorfní s dvoudimenzionálním lineárním prostorem. Jinak řečeno jde o dvoudimenzionální afinní prostor.
Rovina může být určena třemi různými body, nebo přímkou a bodem, který leží mimo tuto přímku.

## Značení
Rovina je buď plocha, na kterou se kreslí (nákresna), nebo se znázorňuje některým rovinným útvarem pomocí některého geometrických promítání. Rovina se označuje malým řeckým písmenem.
Znázornění:

## Rovnice roviny
Rovina je množina bodů prostoru, které vyhovují tzv. rovnici roviny, která může být zadána v různých tvarech.

### Obecná rovnice roviny
Obecná rovnice roviny má tvar
{\displaystyle ax+by+cz+d=0\,\!},
kde koeficienty {\displaystyle a,\,b,\,c\,\!} nejsou současně nulové a jsou to koeficienty normálového vektoru roviny (vektoru kolmého k rovině). Proměnné {\displaystyle x,\,y,\,z\,\!} jsou souřadnice bodu ležícího v rovině.
V případě, že známe tři body {\displaystyle K,\,L,\,M} určující rovinu, obecnou rovnici roviny získáme takto: spočteme vektory {\displaystyle {\overrightarrow {KL}}} a {\displaystyle {\overrightarrow {KM}}}, vypočítáme jejich Vektorový součin ze kterého získáme koeficienty {\displaystyle a,\,b,\,c\,\!} a napíšeme obecnou rovnici. Zbývající koeficient d získáme tak, že dosadíme souřadnice bodu K (nebo kteréhokoli jiného bodu ze zadání) do napsané rovnice.

### Parametrické vyjádření roviny
Parametrické vyjádření roviny má například vektorový tvar {\displaystyle X=A+tu+sv\,\!}, který se dá rozepsat dle složek takto:
{\displaystyle x=A_{1}+tu_{1}+sv_{1}\,\!}
{\displaystyle y=A_{2}+tu_{2}+sv_{2}\,\!}
{\displaystyle z=A_{3}+tu_{3}+sv_{3}\,\!},
kde {\displaystyle s,\,t\in R\,\!} a {\displaystyle X\,\!} je bod, který leží v rovině a vektory {\displaystyle u\,\!} a {\displaystyle v\,\!} jsou nekolineární vektory ležící v rovině, tzn. jsou to směrové vektory roviny.

### Úseková rovnice roviny
Úsekovou rovnici roviny zapisujeme jako
{\displaystyle {\frac {x}{p}}+{\frac {y}{q}}+{\frac {z}{r}}=1},
kde {\displaystyle p,\,q,\,r} vymezují úseky vyťaté rovinou na osách {\displaystyle x,\,y,\,z\,\!}.
Srovnáním úsekové a obecné rovnice dostáváme {\displaystyle p=-{\frac {d}{a}},\,q=-{\frac {d}{b}},\,r=-{\frac {d}{c}}\,\!}.

### Normálová rovnice roviny
Normálová rovnice roviny má tvar
{\displaystyle x\cos \alpha +y\cos \beta +z\cos \gamma +p=0\,\!},
kde {\displaystyle p\,\!} je vzdálenost počátku souřadného systému od roviny, tj. délka normály od počátku souřadnicového systému do průsečíku s rovinou,
{\displaystyle \cos \alpha ,\,\cos \beta ,\,\cos \gamma \,\!} jsou směrové kosiny roviny,
{\displaystyle \alpha ,\,\beta ,\,\gamma \,\!} představují úhly, které svírají kladné souřadnicové poloosy s normálou roviny.
Normála je směrnice kolmá ve všech směrech k rovině.
Směrové kosiny lze vyjádřit z obecné rovnice jako
{\displaystyle \cos \alpha ={\frac {a}{\varepsilon {\sqrt {a^{2}+b^{2}+c^{2}}}}}}
{\displaystyle \cos \beta ={\frac {b}{\varepsilon {\sqrt {a^{2}+b^{2}+c^{2}}}}}}
{\displaystyle \cos \gamma ={\frac {c}{\varepsilon {\sqrt {a^{2}+b^{2}+c^{2}}}}}}
kde {\displaystyle \varepsilon =1\,\!} pro {\displaystyle \operatorname {sgn}(p)=-1\,\!} a pro {\displaystyle \varepsilon =-1\,\!} pro {\displaystyle \operatorname {sgn}(p)=1\,\!}.

## Rovinný řez
Rovinným řezem geometrického útvaru {\displaystyle U} rovinou {\displaystyle \rho } se nazývá průnik roviny {\displaystyle \rho } a útvaru {\displaystyle U}.
Rovinný řez plochy rovinou, ve které leží normála plochy, se nazývá normálovým řezem plochy.

## Další informace
V mechanice a technice existují rovinné úlohy, tj. jestliže lze idealizovat těleso či technikou konstrukci tak, že leží a v jedné rovině. V této rovině také působí všechna zatížení. Příkladem mohou být např. rovinné příhradové konstrukce, rovinný ohyb nebo úlohy rovinné napjatosti či rovinné deformace.